# Iglesia de San Cristóbal (Villodas)
La Iglesia de San Cristóbal es un templo católico situado en la localidad de Villodas, en el municipio de Iruña de Oca, provincia de Álava, País Vasco (España). Construida en el siglo XVI, combina elementos arquitectónicos renacentistas, góticos y barrocos, y es un destacado ejemplo del patrimonio religioso de la región.

## Historia
La iglesia fue edificada en el siglo XVI, durante el periodo de transición entre el gótico y el renacimiento. Aunque debería ser de estilo renacentista, presenta características góticas, debido a que un gran número de canteros vizcaínos emigraron a Álava en el siglo XVI y aprendieron sus oficios en un ambiente gótico que se transmitió durante generaciones sin cambios. Por este motivo, los nuevos estilos introducidos en Europa desde el siglo XV, no tuvieron incidencia en Álava.

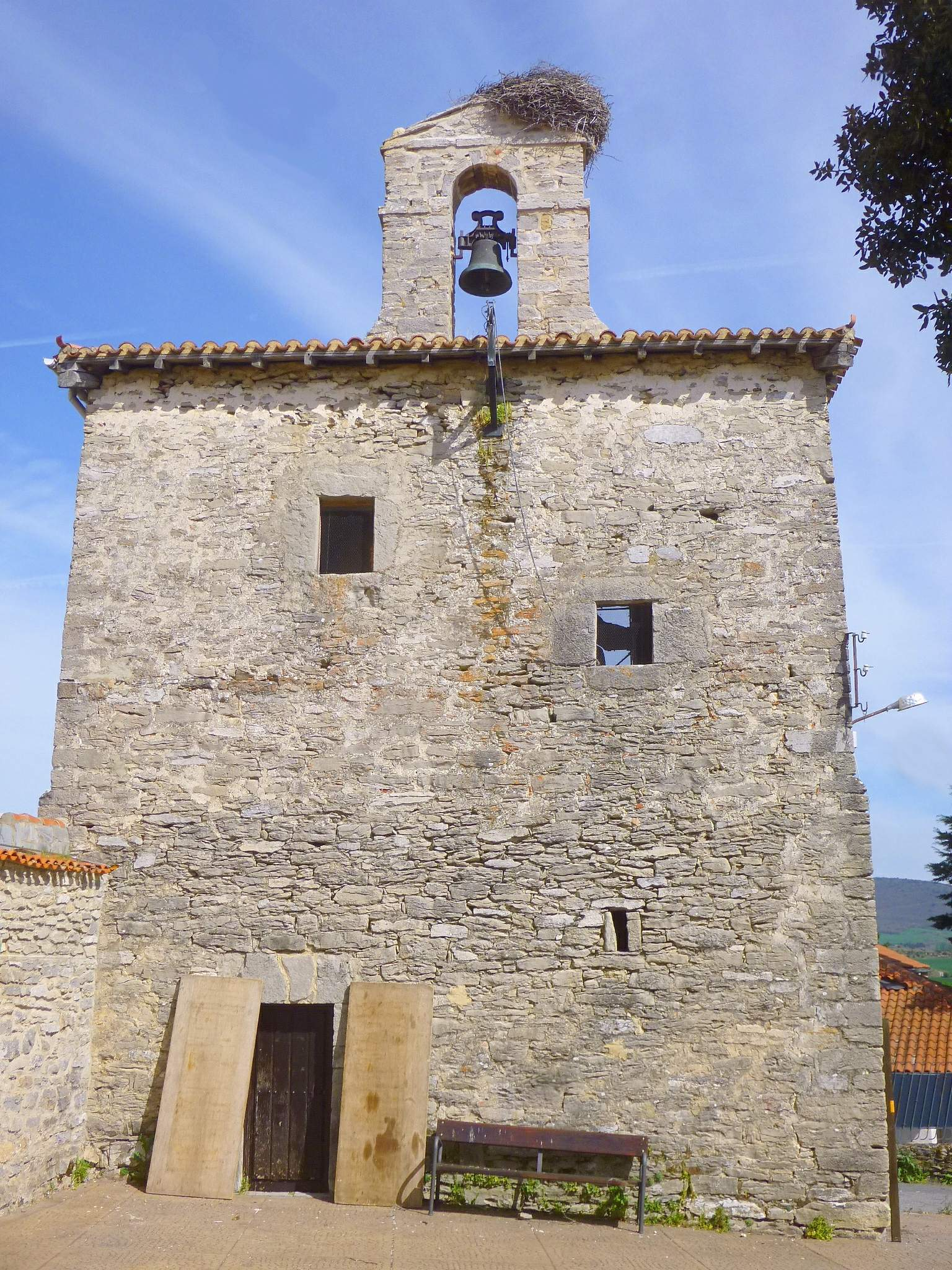
Iglesia de San Cristóbal

## Arquitectura

### Exterior
El templo presenta una planta de salón de dos tramos con cabecera recta cubierta por una bóveda. La portada, del siglo XVI, es de arco rebajado con jambas molduradas.
La torre campanario, de planta cuadrada y reducidas dimensiones, separada del cuerpo principal, destaca por su espadaña, añadida a finales del siglo XVII, que alberga una única campana.

### Interior
En el interior destaca el coro renacentista con balaustrada de piedra. Las bóvedas, repintadas, podrían conservar la pintura mural original.
El retablo mayor, iniciado en 1606 por Pedro de Ayala, es de estilo renacentista avanzado con influencias barrocas. En 1767, se doró con ornamentación rococó. Preside el conjunto una talla de la Asunción en el primer cuerpo y la imagen de San Cristóbal en el segundo.

## Patrimonio
La iglesia de San Cristóbal es un ejemplo representativo de la arquitectura religiosa del siglo XVI en Álava, reflejando la transición estilística entre el gótico y el renacimiento, con posteriores añadidos barrocos.